# Elortondo
Elortondo es una localidad del departamento General López, provincia de Santa Fe, Argentina. Se ubica a la vera de la Ruta Provincial 90. Dista 17 km de Melincué (Cabecera Departamental), 45 km de Venado Tuerto y 317 km de la ciudad de Santa Fe.

## Orígenes de Elortondo
La más antigua referencia histórica hallada sobre esta zona, data de 1633. En ella se menciona a este territorio como: "una merced de tierras otorgadas a Don Jerónimo Luis de  Cabrera, cercana al Río Cuarto, ocupada por los Indios Choncanchoraguas y corre pampa adentro hasta Melincué".
El primer propietario fue Don Tomás Armstrong quien compra a la comisión encargada de la venta de los terrenos fiscales de la Provincia de Santa Fe, según consta en la escritura del señor presidente de dicha comisión, don Pascual Rosa que le otorgó en la ciudad de Rosario el 17 de diciembre de 1857, documento que fue revalido por Decreto Provincial el 21 de marzo de 1876.
Don Tomas Armstrong como estanciero fue dueño de una enorme extensión de campo abarcando las zonas de Elortondo, Carmen, Venado Tuerto, Firmat, Chabás y Melincué, incluyendo la laguna, donando una legua cuadrada de terreno para la fundación de este último pueblo.
Al fallecer el señor Armstrong en la ciudad de Buenos Aires en 1875, la tierra ha pasado a sus herederos quienes fundaron cinco colonias y vendieron partes a otros empresarios de la colonización, tal fue el caso del comerciante rosarino Pascual Chabás.
Heredaron estas tierras Emma Armstrong, Dolores Armstrong de Dosé, María Luisa Dosé de Larriviere e Isabel Francisca Armstrong de Elortondo. A esta última le correspondieron, entre otras, las  tierras que hoy forman parte del distrito de Santa Isabel y Elortondo.
Cuando la compañía Gran Ferrocarril del Sud de Santa Fe y Córdoba realiza el trazado de la línea ferroviaria Villa Constitución – La Carlota, Don Federico Elortondo, esposo de Doña Isabel Francisca Armstrong, dona los terrenos en nombre de su esposa para que a través de ellos pase el ferrocarril. 
El 26 de noviembre de 1888 se solicita al gobierno provincial, se apruebe el diseño de un pueblo que había resuelto fundar la compañía, comprendiendo también una estación ferroviaria.
El 19 de marzo de 1889 se accede al pedido (fecha de fundación de la localidad) imponiéndose el nombre de Elortondo, dado que Don Federico se había ocupado de lo referente a la donación. (https://web.archive.org/web/20180319090903/http://www.heraldicaargentina.com.ar/3-SF-Elortondo.htm)

## Creación de la Comuna
- 16 de agosto de 1895

## Toponimia
- El nombre se puso en honor del pionero Federico Elortondo, casado con Isabel Francisca Armstrong, quien tenía en herencia el área que forman parte de Elortondo y de Santa Isabel.

## Santa patrona
- Santa Isabel de Hungría, 19 de noviembre.

## Parajes
- Campo Apolonia
- Campo Santa Isabel
- 4 de febrero
- Estancia Santa Emilia
- km 304
- Paraje El Jardín

## Parroquias de la Iglesia católica en Elortondo
| Diócesis  | Venado Tuerto           |
| --------- | ----------------------- |
| Parroquia | Santa Isabel de Hungría |